# Republiqueta de Vallegrande
Se conoce con el nombre de Republiqueta de Vallegrande a la guerrilla  independentista adscripta a las Provincias Unidas del Río de la Plata que luchó contra los realistas españoles y proespañoles durante la guerra de independencia hispanoamericana en la región de Mizque y Vallegrande, en el Alto Perú (actual Bolivia), actuaba en la ruta Cochabamba, Chuquisaca y Santa Cruz de la Sierra, al mando de Juan Antonio Álvarez de Arenales, quien era el jefe principal de todas las republiquetas. Los guerrilleros se retiraron a Jujuy  a fines de 1816 junto con su jefe. Llegó a contar con 1000 regulares y 3000 indios armados con lanzas, hondas, palos y arcos además de 13 cañones.

## Antecedentes
Juan Antonio Álvarez de Arenales  era el subdelegado del partido de Yamparáez, en la intendencia de Chuquisaca al producirse el movimiento del 25 de mayo en 1809, conocido como Revolución de Chuquisaca. Álvarez de Arenales organizó la defensa formando milicias locales, pero al finalizar la revuelta fue puesto en prisión en los calabozos del Callao, logrando escapar tras 15 meses de cárcel. En 1812, Manuel Belgrano lo nombró gobernador de Cochabamba.
Como consecuencia de las derrotas en las batallas de Vilcapugio y Ayohuma a fines de 1813, el ejército de Belgrano se retiró del Alto Perú por lo que Álvarez de Arenales debió abandonar Cochabamba en diciembre de 1813. Pezuela organizó una división de 800 hombres sacados de las guarniciones de Oruro, Cochabamba y Chuquisaca puesta al mando del coronel Manuel Joaquín Blanco, que envió en dirección a Santa Cruz de la Sierra. Álvarez de Arenales auxiliado por las fuerzas indígenas de Cárdenas, fue vencido por Blanco en la batalla de San Pedrillo el 4 de febrero de 1814. En esa batalla los independentistas tuvieron 100 hombres muertos y 24 prisioneros. Álvarez de Arenales perseguido por Blanco se refugió en Abapó, donde recibió auxilios del gobernador Ignacio Warnes de Santa Cruz de la Sierra y de los chiriguanos, logrando recomponer sus fuerzas. Los realistas de Blanco se mantuvieron en Vallegrande con 600 hombres, mientras un grupo de 100 soldados fue dirigido a Pomabamba al mando de Ponferrada y otro de 300 a La Laguna al mando de Benavente, para dispersar la atención de las guerrillas y contener los ataques de los chiriguanos. Ponferrada logró un triunfo en Pomabamba y Benavente en Tarabita, mientras Blanco consiguió vencer en algunas escaramuzas y luego se replegó a Totora.
Álvarez de Arenales logró resistir a los realistas en el combate de Chilón. El 25 de mayo de 1814 venció junto con Warnes en la batalla de Florida sobre el realista Manuel Joaquín Blanco. Participó luego en los combates de Postrervalle, Samaipata y Chajrahuaico. El 6 de agosto de ese año, fue derrotado por el coronel Velasco, en el arroyo Sauce. Tras la derrota de Rondeau en la batalla de Sipe Sipe en 1815 se replegó hacia Jujuy y luego a Tucumán, permaneciendo en Vallegrande pequeños grupos de guerrilleros. 
Tras la ocupación por las fuerzas independentistas de Cochabamba el 12 de febrero de 1825 y Santa Cruz el 14 del mismo mes, Vallegrande se liberó también del dominio español. 
El gobernador realista de Santa Cruz, Francisco Javier Aguilera huyó a la región entre Santa Cruz y Vallegrande (Los Yungas de Arepucho) hasta que el 14 de octubre de 1828 encabezó un alzamiento realista en la ciudad de Vallegrande. Fue vencido por Anselmo Ribas el 30 de octubre de 1828. Logró huir pero más tarde fue apresado. Murió fusilado el 23 de noviembre de 1828 en las cercanías a Vallegrande.